# Морж
Морж (лат. Odobenus rosmarus) — вид морских млекопитающих, единственный современный вид в семействе моржовых парвотряда ластоногих. 
Взрослый морж легко узнаваем по своим видным бивням. 
Морж — один из крупнейших представителей ластоногих, по размерам тела среди ластоногих уступает лишь морским слонам. Ареалы этих видов не пересекаются, то есть морж является крупнейшим из ластоногих в своей среде обитания.
Зимнее плавание в России называется «моржеванием».
В 2008 году по инициативе Всемирного фонда дикой природы (WWF) утверждён День моржа, который отмечается ежегодно 24 ноября.

## Этимология названия
На первый взгляд слово может показаться родственным русским словам «море» или «мороз», однако подобная трактовка — не что иное, как народная этимология. В действительности слово заимствовано из саамских языков (ср. северносаам. mоršа с тем же значением), далее от неустановленной формы (по мнению А. Айкио, происходящей из неизвестного субстратного языка крайнего севера Европы, родственные связи которого неясны). В другие европейские языки слово могло попасть также через финское mursu. Из этих же источников произошли английское morse, ныне устаревшее и вытесненное словом walrus, а также французское morse «морж». Ошибочно мнение о заимствовании русского слова из французского. Русское «морж» впервые упоминается у Сигизмунда Герберштейна в 1526 году.

## Внешнее строение
Морж — крупный морской зверь с очень толстой кожей. Верхние клыки чрезвычайно развиты, удлинённы и направлены вниз. Очень широкая морда усажена многочисленными толстыми, жёсткими, сплющенными щетинами-усами (вибриссами), их у моржа на верхней губе может быть от 400 до 700, расположены они в 13—18 рядов. Наружных ушей нет, глаза маленькие.
Кожа покрыта короткими прилегающими жёлто-бурыми волосами, но с возрастом их становится меньше, и у старых моржей кожа почти совершенно голая. Конечности более приспособлены для движения на суше, чем у настоящих тюленей, и моржи могут ходить, а не ползать; подошвы мозолистые. Хвост зачаточный.

## Анатомия

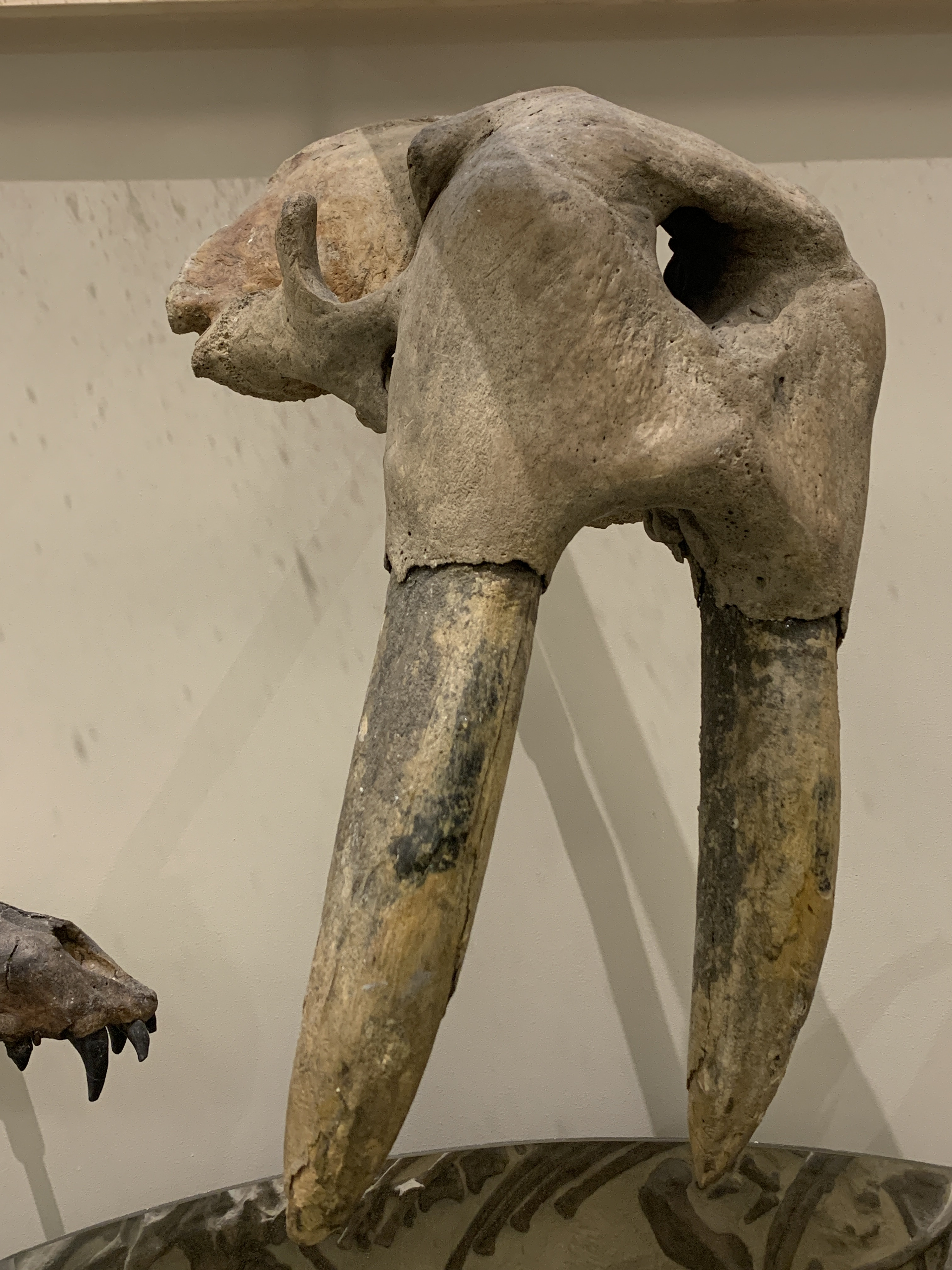
Череп моржа в музее

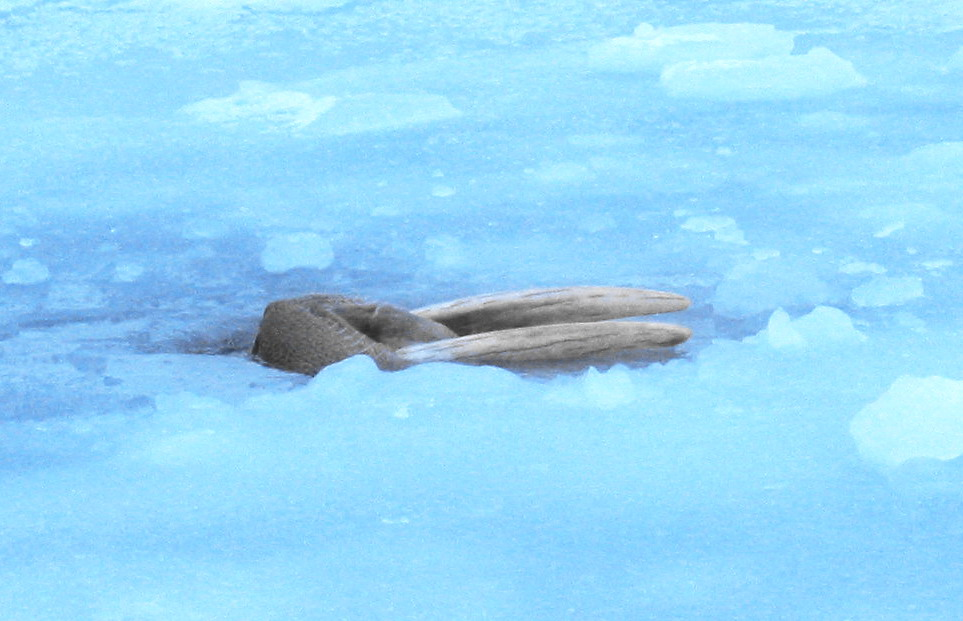
Морж использует бивни для удержания на краю проруби

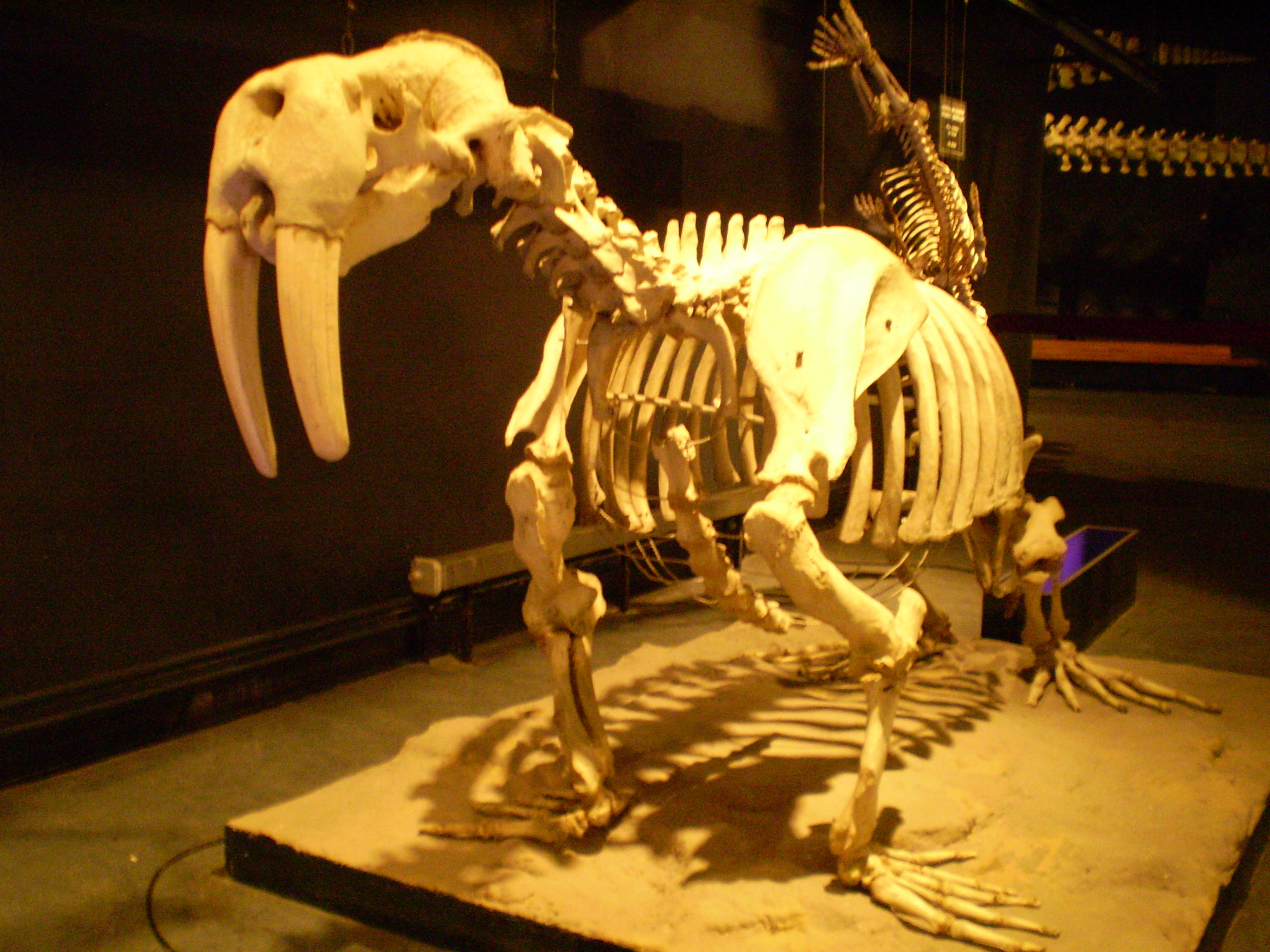
Скелет моржа

Хотя некоторые тихоокеанские самцы могут весить до 2000 кг, большинство весят от 800 до 1700 кг. Атлантический подвид весит на 10—20 % меньше. Атлантические моржи также, как правило, имеют относительно короткие бивни и несколько более плоскую морду. Некоторые самцы тихоокеанского подвида намного превышали нормальные размеры. Самки весят примерно на треть меньше; атлантические самки в среднем весят 560 кг, иногда всего 400 кг, а самка тихоокеанского — в среднем 794 кг при длине от 2,2 до 3,6 м.
Резцы верхней челюсти малы или редуцированы совсем, в нижней челюсти резцов нет. Семенники скрыты под кожно-жировым слоем и не располагаются в мошонке. У самцов имеются парные воздушные мешки без запирающих клапанов, образованные выпячиванием верхнего отдела пищевода. Мешки раздуваются под кожей шеи, выворачиваясь кверху, и позволяют моржу плавать вертикально в воде во время сна. Кроме того, они участвуют в издавании некоторых звуков.

## Бивни
Наиболее характерной особенностью моржа являются его длинные бивни. Это удлинённые клыки, которые присутствуют у обоих полов и могут достигать в длину 1 м и весить до 5,4 кг. Бивни немного длиннее и толще у самцов, которые используют их для схваток. Самцы с крупнейшими бивнями обычно доминируют в социальной группе. Бивни также используются для формирования и поддержания отверстий во льду и помогают моржам вылезать из воды на лёд. Возможно, бивни также используются, чтобы искать еду на дне.

## Кожа
Кожа моржей очень морщинистая и толстая, до 10 см на шее и плечах самцов. Слой жира — до 15 см. Молодые моржи имеют тёмно-коричневый цвет кожи, а по мере взросления светлеют и бледнеют. Старые самцы становятся почти розовыми. Так как кровеносные сосуды кожи сужаются в холодной воде, моржи могут стать почти белого цвета во время купания. В качестве вторичных половых признаков для самцов (в естественных условиях) характерны наросты на коже шеи, груди и плеч.

## Подвиды
Выделяют два или три подвида моржа:
- Тихоокеанский морж (Odobenus rosmarus divergens Illiger, 1811),
- Атлантический морж (Odobenus rosmarus rosmarus Linnaeus, 1758).

Часто из тихоокеанского подвида выделяют третий подвид — лаптевского моржа (Odobenus rosmarus laptevi Chapskii, 1940), но его самостоятельность многими подвергается сомнению. В Красную книгу России лаптевская популяция включена на правах отдельного подвида.
Согласно данным МСОП, по результатам недавних исследований митохондриальной ДНК и изучения морфометрических данных, следует отказаться от рассмотрения лаптевского моржа как самостоятельного подвида, признав его крайней западной популяцией тихоокеанского моржа.

## Распространение и популяции

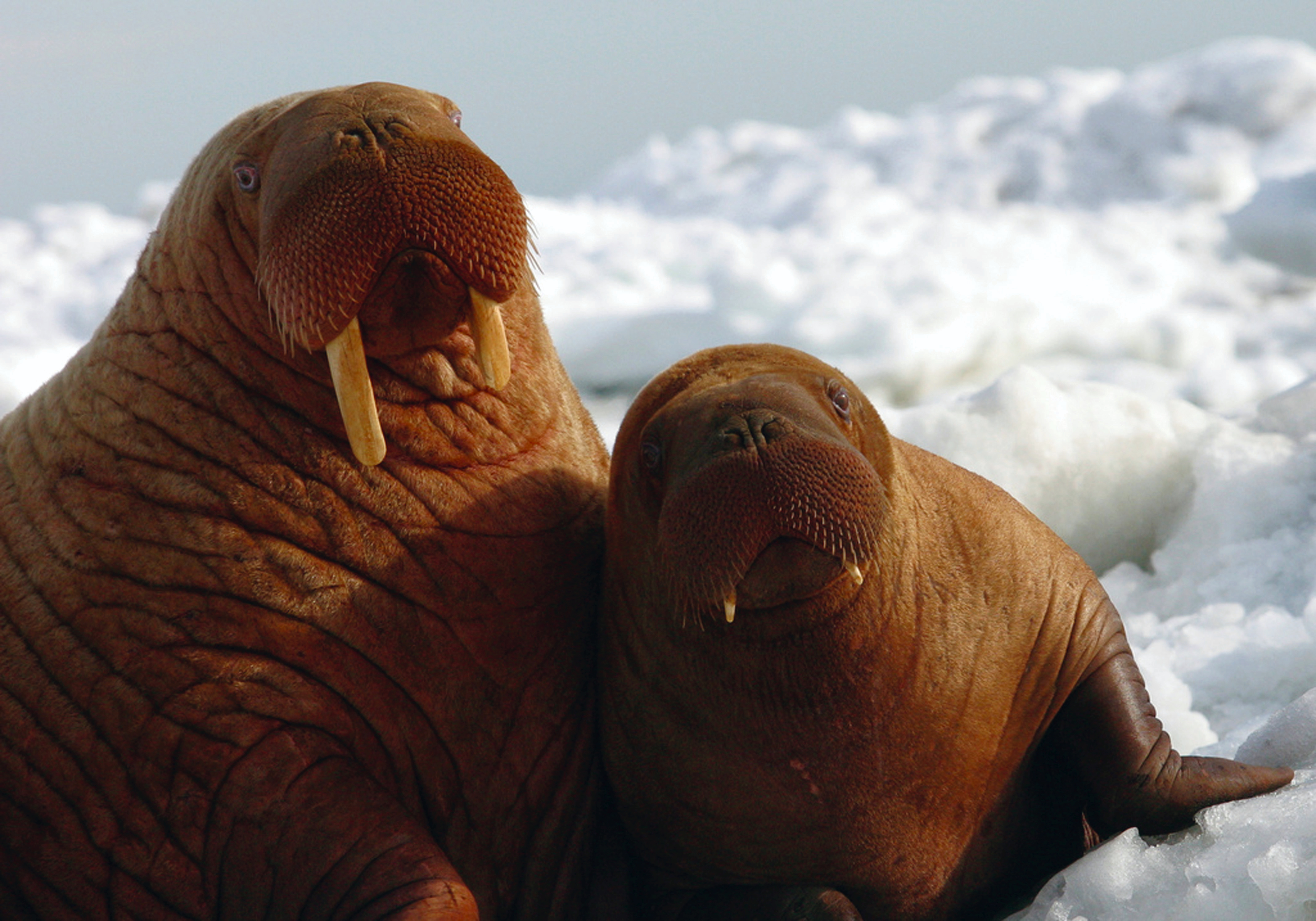
Самка тихоокеанского моржа с детёнышем

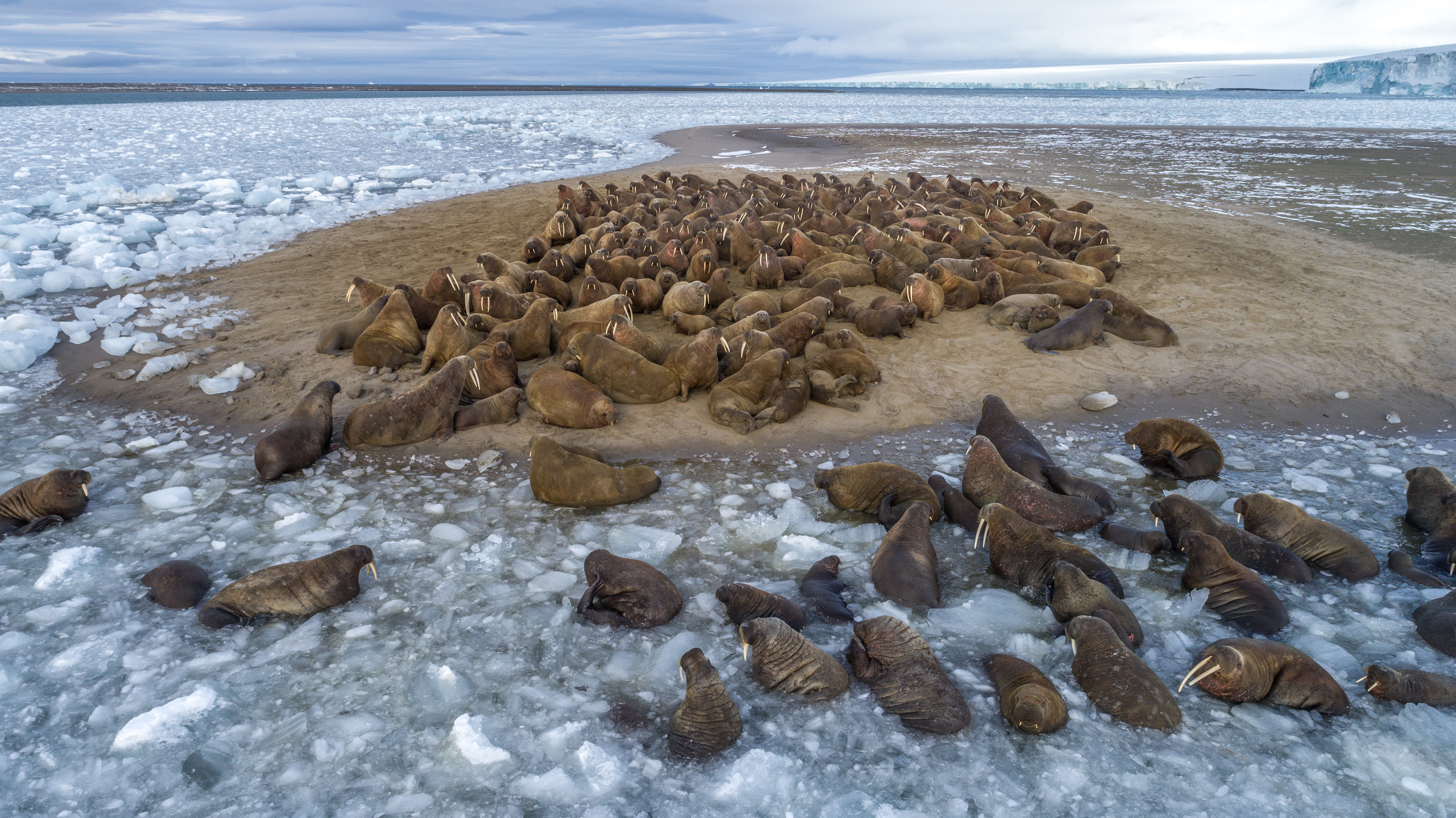
Стадо моржей на Земле Франца-Иосифа

По последней оценке, основанной на результатах российско-американского учёта численности, проведённого в 1990 году и повторенного в 2006 году, современная численность популяции тихоокеанского моржа составляет от 129 до 200 тыс. особей. По данным российско-американских учетов, проведённых в 2013-2017 гг., используя генетический метод повторных отловов, численность тихоокеанского моржа в настоящее время составляет 256 434 моржей.
Большая часть тихоокеанских моржей проводит лето севернее Берингова пролива, в Чукотском море вдоль северного побережья восточной Сибири, возле острова Врангеля, в море Бофорта вдоль северного побережья Аляски, а также встречается в водах между указанными местами. Небольшое число самцов встречается в летний период в Анадырском заливе, на южном побережье Чукотского полуострова, а также в Бристольском заливе. Весной и осенью они концентрируются от западного побережья Аляски до Анадырского залива. Они зимуют в южных частях Берингова моря, вдоль восточного побережья Сибири на юг к северной части полуострова Камчатка, а также вдоль южного побережья Аляски. Фоссилизованные останки моржа возрастом 28 тыс. лет были найдены недалеко от залива Сан-Франциско, что показывает распространение моржа вплоть до берегов северной Калифорнии во времена последнего ледникового периода.
Атлантический морж был почти истреблён в результате бесконтрольного коммерческого промысла, и численность популяции его значительно ниже. Точно оценить численность в настоящее время нелегко, но, вероятно, она не превышает 20 тыс. особей. Эта популяция распространена от Арктической Канады, Гренландии, Шпицбергена, а также в западном регионе Российской Арктики. На основании огромного географического распространения и данных по перемещениям, предполагается наличие восьми субпопуляций атлантического моржа — пять на западе и три на востоке от Гренландии. Атлантический морж раньше занимал пределы, протянувшиеся на юг до мыса Код, и в большом числе встречался в заливе Святого Лаврентия. В апреле 2006 северо-западная популяция атлантического моржа была внесена в список Канадского акта по угрожаемым видам (англ. Canadian Species at Risk Act) (Квебек, Нью-Брансуик, Новая Шотландия, Ньюфаундленд и Лабрадор) как почти исчезнувшая в Канаде. В ноябре 2018 года атлантические моржи были замечены в Белом море, где они не появлялись несколько столетий.
Изолированная лаптевская популяция моржа расположена в течение всего года в центральном и западном регионах Моря Лаптевых, в самом восточном регионе Карского моря, а также в самой западной части Восточно-Сибирского моря. Современная численность оценивается в 5—10 тыс. особей.

## Поведение

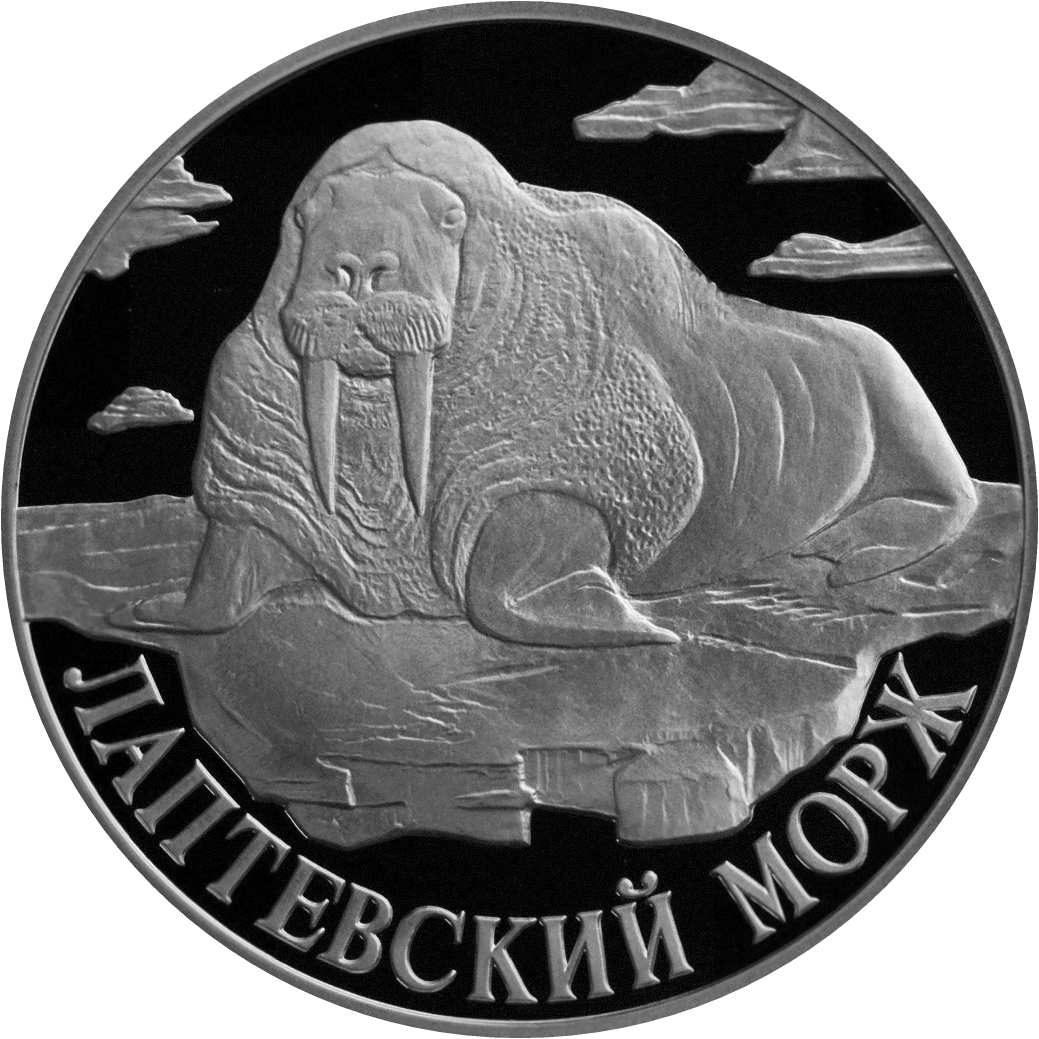
Лаптевский морж. Монета Банка России — Серия: «Красная книга», серебро, 1 рубль, 1998 год

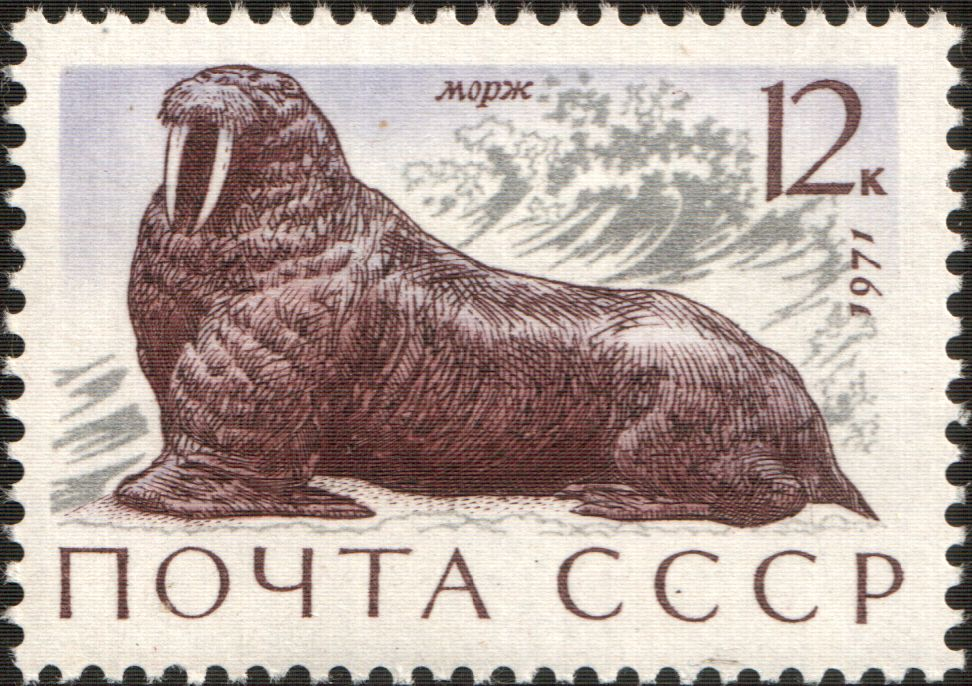
Марка СССРː Морж. Серияː Млекопитающие - обитатели морей и океанов, омывающих территорию России

Живут преимущественно у берегов и редко предпринимают значительные путешествия. Моржи общительны и в основном встречаются стадами.  В воде являются опасными противниками, так как могут опрокинуть или разбить клыками лодку. Стадо всегда выставляет часовых. Обоняние развито у моржей хорошо, и они чуют человека на значительном расстоянии, поэтому к ним стараются приблизиться против ветра. Заметив опасность, часовой рёвом (который у моржей представляет собой нечто среднее между мычаньем коровы и грубым лаем) или толчками будит остальных; животные бросаются в море, почти одновременно уходят под воду и могут пробыть там без воздуха до 10 минут. Пища моржа состоит главным образом из пластинчатожаберных моллюсков и других донных беспозвоночных, иногда моржи едят рыбу. В отдельных случаях моржи могут нападать на тюленей или есть падаль. Держатся группами, самки — отдельно. Моржата рождаются по одному раз в три—четыре года. Мать кормит их молоком до года, другую пищу молодые моржи начинают есть с 6 месяцев. С матерью они остаются до двух—трёх лет. Все члены моржового стада охраняют моржат и помогают им при необходимости. Если, к примеру, кто-то из детёнышей устанет плыть, то ему ничего не стоит забраться на спину кому-нибудь из взрослых, чтобы спокойно отдохнуть там.
Бытует мнение, что громадные клыки служат главным образом для выкапывания на дне названных моллюсков, а также для защиты. Также, на основе наблюдений за характером изнашивания бивней и стиранием вибрисс на морде моржей, высказано мнение, что моржи, скорее всего, роют грунт не бивнями, а верхним краем рыла; бивни же играют главным образом социальную роль, так как они используются при установлении иерархических отношений и при демонстрации угрозы. Кроме того, они могут использоваться для проделывания и поддержания отверстий во льду и для «заякоривания» на льду, чтобы не соскальзывать при сильном ветре или течении. Наблюдения за моржами в зоопарках и подобных учреждениях показали, что они часто используют бивни в драках между собой, особенно в период спаривания.

## Враги
Кроме человека, враги моржа — белый медведь и косатка. Белый медведь может справиться с моржом только на суше, а косатка — только в воде.  Моржи часто страдают от наружных и внутренних паразитов.

## Использование человеком и современное состояние популяции

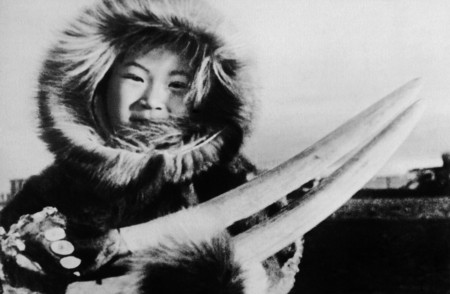
Представительница юитов держит моржовые бивни.

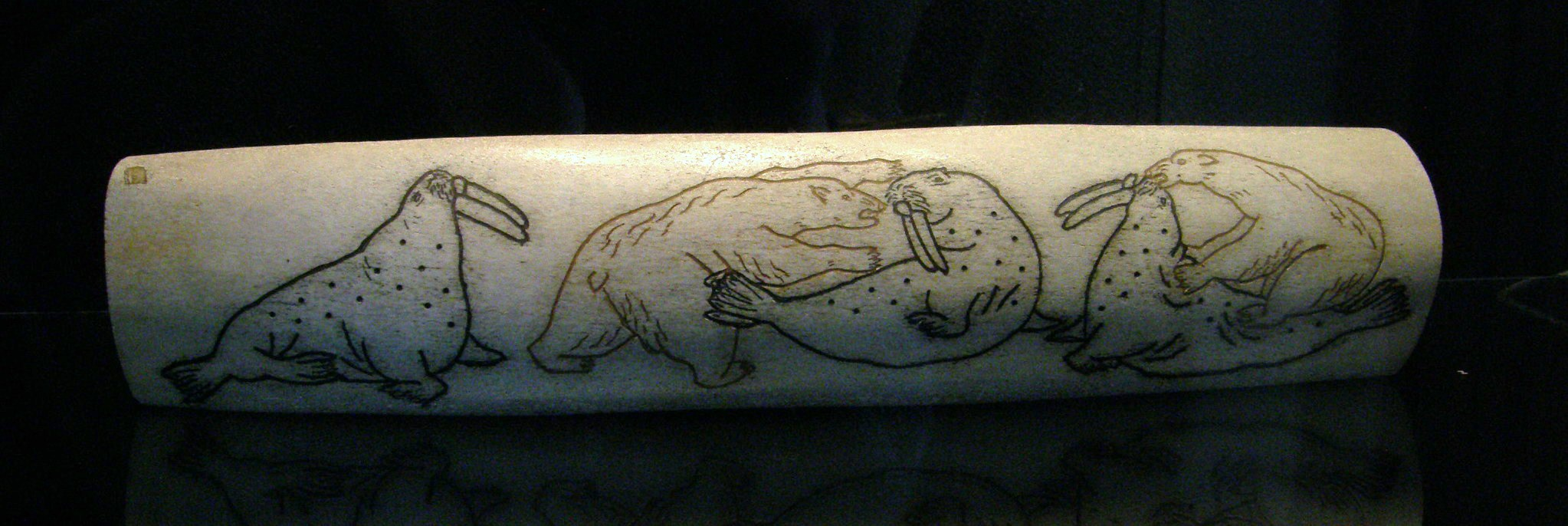
Моржовый бивень с гравировкой. Чукотский ремесленник изобразил охоту белых медведей на моржей. На выставке в Магаданском региональном музее

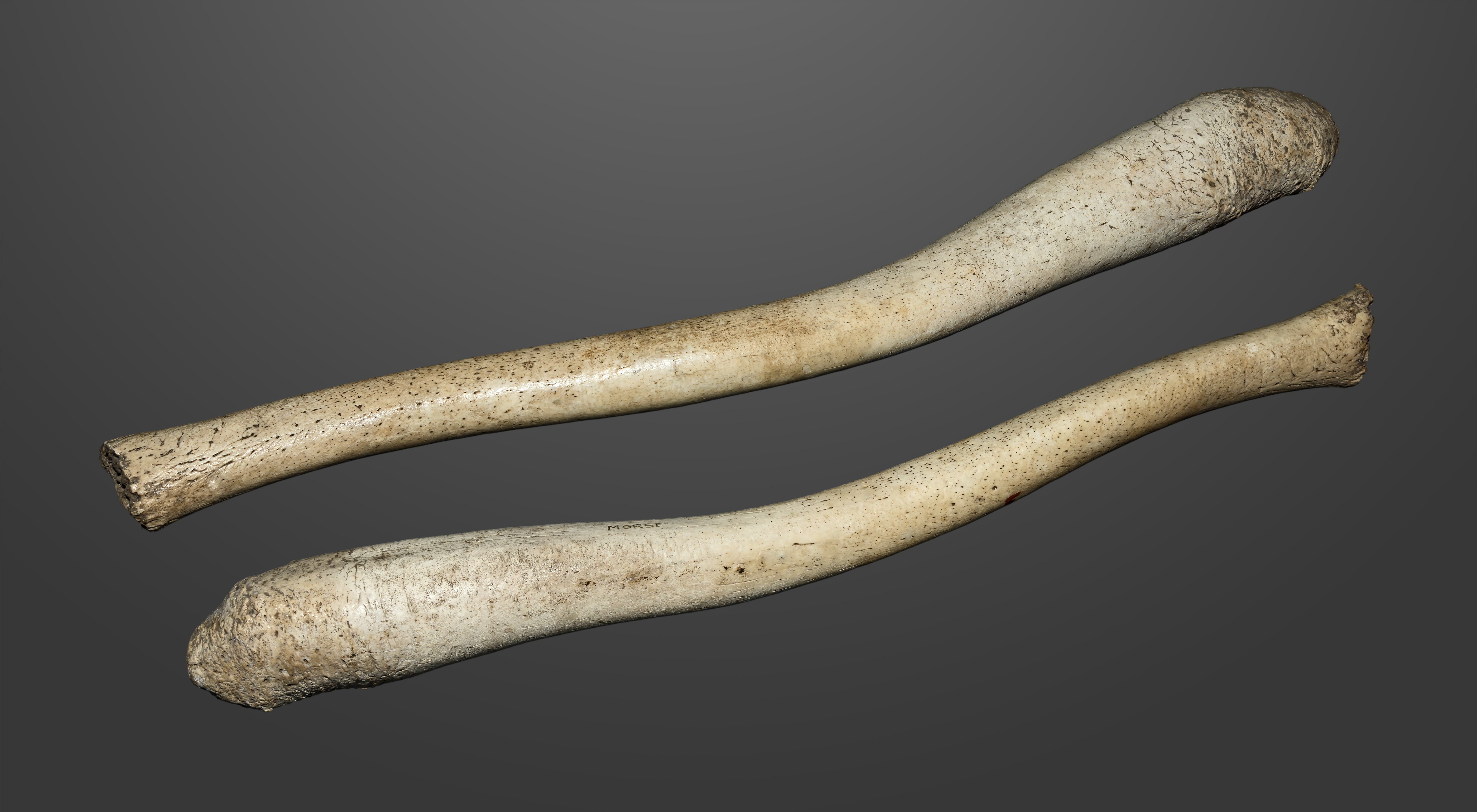
Бакулюм моржа, обработанный алеутами. Длина — 56 см.

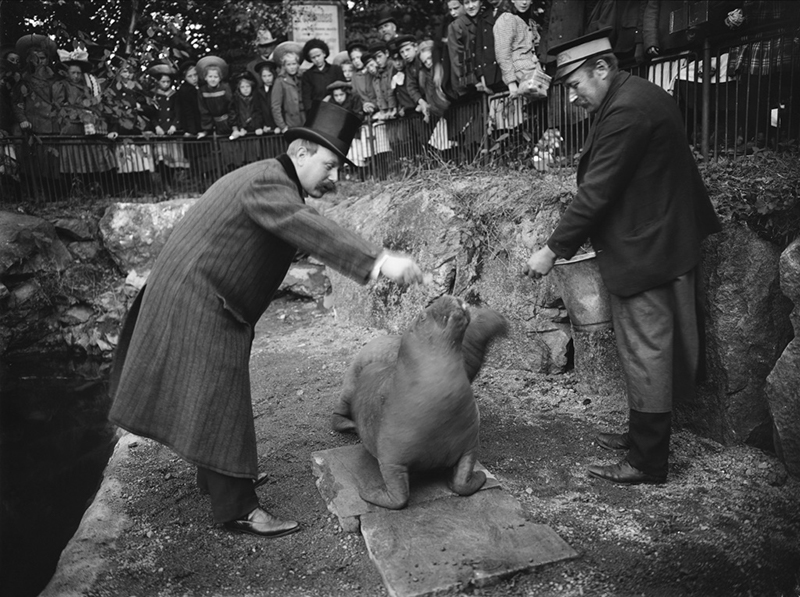
Морж в стокгольмском зоопарке

В XVIII—XIX столетиях на моржа в больших объёмах велась охота со стороны американских и европейских зверобоев. Это привело к резкому сокращению численности животного, что, в свою очередь, чуть ни привело к полному уничтожению атлантической популяции моржа.
Коммерческая добыча моржей в настоящее время[когда?] запрещена законами во всех странах, где она была распространена. В ограниченном объёме промысел разрешён коренным и туземным народам, существование которых тесно связано с добычей этого вида. Среди них чукчи и эскимосы.
Охота на моржей проходит весной на льдах и ближе к концу лета. Традиционно используются все части добытого моржа. Мясо консервируется (сушится, вялится и замораживается) и является важным источником белков в течение долгой зимы. Ласты специальным образом зашиваются вместе с жиром и ливером, затем квасятся в «мясных рулетах» (чук. кымгыт) и хранятся как деликатес и витаминный запас (чук. велъх, копалькхын) до весны. Клыки и кости исторически используются в качестве инструментов, равно как и в качестве поделочного материала. Перетопленное сало используется для обогрева и освещения. Прочная шкура используется в качестве верёвок и для построения жилищ, а также для обшивки традиционных кожаных чукотско-эскимосских байдар. Из кишечника и желудка делают водонепроницаемые накидки и материал для изготовления традиционного бубна — ярара. Между тем, как современные технологии дают замену многим аспектам применения моржей, мясо моржа по-прежнему остаётся необходимой частью диеты коренных народов. Поделки из бивней составляют важнейшую часть фольклора и заработка для многих общин.
Охота на моржей регулируется природоохранными и ресурсораспределяющими организациями в России, США, Канаде и Дании, а также представителями охотничьих общин. По оценкам, от четырёх до семи тысяч тихоокеанских моржей добывается на Аляске и в России, включая значительную часть (около 42 %) раненных либо утерянных при охоте животных. Несколько сотен особей ежегодно изымается возле Гренландии. Воздействие этого уровня промысла на популяцию сложно оценить, поскольку к настоящему времени[когда?] численность популяции определена недостаточно уверенно. Вместе с тем неизвестны такие важные параметры как плодовитость и уровень смертности.
Моржей отлавливают для дельфинариев и океанариумов, где выступления с ними пользуются большим спросом. Моржи поддаются дрессировке крайне сложным трюкам, которые наряду с, казалось бы, грузностью и малоподвижностью этих зверей, вызывают явные симпатии зрителей. Скелеты добытых и погибших по естественным причинам моржей выставляют в музеях. 
Влияние глобального изменения климата на популяцию моржей — другой фактор, который необходимо учитывать. В частности, хорошо задокументировано сокращение протяжённости и толщины пакового льда. Именно на этом льду моржи формируют лежбища во время репродуктивного периода для родов и спариваний. В качестве гипотезы предполагается, что уменьшение толщины пакового льда в Беринговом море привело к сокращению подходящих мест отдыха рядом с оптимальными районами питания. В результате возрастает продолжительность отсутствия матери возле выкармливаемого, что, в конечном счёте, приводит к пищевому стрессу или снижению репродуктивного вклада самок. Однако до сих пор учёные располагают незначительным объёмом данных, что мешает сделать надёжное заключение о влиянии климатических изменений на тенденцию изменения численности популяции.
По состоянию на 2023 год в списке МСОП статус моржа определён как «уязвимый». Обитающие в России атлантический и лаптевский подвиды внесены в Красную книгу России и отнесены к категории 2 (сокращающиеся в численности) и категории 3 (редкие), соответственно. Торговля поделками из моржовых бивней и костей регламентируется международной конвенцией СИТЕС, Приложение 3. Законодательство РФ регламентирует распределение трофейной продукции между коренными жителями совершенно бесплатно и лишь для личного применения. В настоящее время коммерческая охота на моржей запрещена во всех странах.